# Cumberland (miejscowość w stanie Wisconsin)
Cumberland – miasto w Stanach Zjednoczonych, w stanie Wisconsin, w hrabstwie Barron.